# ماني (إستونيا)
ماني (بالإستونيَّة: Manni)، قرية تتبع دائرة ماريما في مقاطعة رابلا غرب إستونيا.